# Hip to My Heart
Hip to My Heart è un singolo del gruppo di musica country statunitense The Band Perry, pubblicato nel 2009 ed estratto dall'album The Band Perry.

## Tracce
- Download digitale

1. Hip to My Heart – 3:00

## Formazione
- Kimberly Perry
- Neil Perry
- Reid Perry